# 가나가와 마사히로
가나가와 마사히로(金川 真大, 1983년 5월 7일 - 2013년 2월 21일)는 일본의 연쇄 살인자이다. 쓰치우라 연쇄 살인 사건(ja)을 일으켜 두 번에 걸쳐 도합 2명을 죽이고 7명을 다치게 했다.

## 인물
2003년, 아키하바라에서 개최된 전국 규모의 게임 대회에서 준우승을 차지하기도 했고, 사건 당시에도 닌텐도 DS용 게임을 소지하고 있는 등, 게임 오타쿠로 알려져 화제가 되기도 했다. 사건 당시에는 24세로 무직이었으며, 평소에는 얌전하고 진지하지만 게임에 관련해서는 신경질적인 성격의 사람이었다.

## 사건의 전개
2008년 1~2월
가나가와가 흉기로 사용된 식칼과 서바이벌 나이프(맥가이버 칼)를 구입.
3월
가나가와가 예금구좌의 잔고 대부분인 40만엔을 인출.
3월 19일 - 첫 번째 사건
가나가와의 자택 근처의 한 주택 앞에서 미우라 요시카즈(三浦芳一, 당시 72세)가 살해되었다. 현장 근처에 방치된 자전거로부터 가나가와가 유력한 용의자로 지목되었다.
3월 21일
가나가와는 아라카와오키역에서 조반선을 이용하여 아키하바라로 도주하여 이발을 하는 등 변장했다.
이바라키 현 경찰이 가나가와를 지명수배하고, 가나가와의 자택에 가장 가까운 아라카와오키역에 8명의 경관을 배치하는 등, 조반선 각 역에 경관을 배치했다.
3월 22일
가나가와가 이바라키 현 경찰에 전화하여 빨리 잡아보라고 도발함.
3월 23일 - 쓰치우라 살인 사건
오전 11시 경, 가나가와는 아라카와오키 역에서 근처의 나가사키야(ja) 쇼핑센터까지 가면서 8명을 습격했다. 8명 중 5명은 역 개찰구 근처, 2명은 나가사키야 앞, 1명은 통로 근처에서 찔렸으며, 마지막으로 습격당한 야마가미 다카히로(山上高広, 당시 27세)는 스스로 병원으로 서둘러 갔음에도 불구하고 사망했다.
이후 가나가와는 흉기를 소지한 채로 유유히 역 근처의 파출소로 가서 자수, 체포되었다.
9월 1일
미토지검이 4개월여에 걸친 정신감정을 마치고 가나가와를 살인 등의 죄로 기소.

## 사건에 대한 경찰의 대응 미숙
1. 아라카와오키 역에 경관을 집중배치했지만, 서로 연락을 취할 수 있는 수단을 준비하지 않았다.
2. 뿐만 아니라, 배치된 경관들에게 용의자의 사진도 지급해주지 않았다.
3. JR측에 경계를 강화하고 있다는 사실을 전혀 알려주지 않았다.
4. 피해자 중에는 관할 경찰서 소속의 경관도 1명 포함되어 있었다.
5. 가나가와가 찾아간 파출소는 무인으로 운영되는 곳이었다.

## 사건의 조사 및 재판
조사과정에서 가나가와는 미우라를 살해한 동기에 대해 "그저 누군가를 죽이고 싶었기 때문"이라고 진술했다.
2009년 5월 1일, 미토 지방법원에서 열린 첫 재판에서 가나가와는 사형을 선고받아 죽기 위해 범행을 저질렀다고 진술했다. 또, 가나가와는 재판 중 제시된 피해자의 상처 사진을 보고 실신하여 재판이 30분가량 중단되는 촌극이 빚어지기도 했다.
6월 3일 열린 세 번째 재판에서 가나가와는 사람을 죽이는 것을 모기를 잡아 죽이는 것과 동일하게 생각한다고 진술했다. 또, 죄책감은 없느냐는 질문에 대해 사자가 얼룩말을 잡아 먹지만 그 사자가 얼룩말에 대해 죄책감을 느끼지는 않는다고 답변했다.
다섯 번째 공판은 7월 3일 열렸다. 이 공판에는 피살자들의 유족들이 증인으로 출석하여 가나가와를 사형에 처해줄 것을 요구했다. 한편 재판 종료 후 퇴정 중인 가나가와가 갑자기 책상을 넘어뜨리는 소동이 있기도 했다.
한편 기소 전에 실시된 정신감정에서 인격 장애는 있으나 책임능력은 있다는 결과가 나와 변호인측은 범행당시 심신상실 상태였을 확률이 있음을 근거로 공판이 개시된 이후 재차 정신감정이 실시되었다. 그러나 재감정에서도 책임능력이 있다는 결과가 나왔다. 이 결과는 9월 3일 열린 여섯 번째 공판에 인용되어, 감정을 책임진 의사는 가나가와에 대해 스스로를 특별한 사람이라고 여기는 자기애적 장애가 있기는 하나, 책임능력에 영향을 끼칠 정도는 아니라고 증언했다. 또, 가나가와의 교정 가능성을 묻는 검찰측의 질문에 대해 부정적인 견해를 피력했다.
9월 18일 열린 제7차 공판에서는 가나가와의 아버지가 야마가미의 유족 및 부상자 5인과 접촉하여 그중 보상을 수락한 부상자 4인에게 도합 1000만엔을 보상금으로 지불한 것이 밝혀졌다.
8차 공판은 11월 13일 개최되었다. 검찰측은 가나가와에게 교정의 가능성이 도저히 없음을 사유로 사형을 구형했고, 가나가와는 담담히 이를 듣기만 했다.
12월 18일 열린 선고공판에서 재판부는 가나가와에게 사형을 선고했고, 가나가와는 이에 대해 항소하지 않을 것임을 밝혔다. 결과적으로 2010년 1월 5일, 사형이 확정되었고, 2013년 2월 21일, 고바야시 가오루, 가노 게이키와 함께 사형이 집행되었다.

## 기타
가나가와가 사건 당시 NDS용 닌자 가이덴~드래곤 소드(ja)를 가지고 있던 것에 유래하여 일부 언론에서는 쓰치우라 연쇄 살인 사건을 닌자 가이덴 살상 사건이라고 부르기도 했다.

## 아키하바라 살인 사건과의 관계
아키하바라 살인 사건의 범인 가토 도모히로(加藤智大)는 조사과정에서 범행 당시 이 사건을 염두에 두고 있었음을 진술했다., 한편, 가나가와는 산케이 신문과의 인터뷰에서 가토가 자신의 범행을 의식하여 단검을 흉기로 썼다는 것에 기뻐했고, 가토가 자신보다 더 많은 사람을 죽인 것을 부러워하기도 했다.